# Pavel Maksakovsky
Pavel V. Maksakovsky (1900 - 2 de noviembre de 1928) fue un economista ruso soviético.
Maksakovsky nació en 1900 en Ilevo, en el Óblast de Nizhni Nóvgorod. Su padre y sus hermanos eran metalúrgicos, pero en 1912 su fábrica cerró. Después de cuatro años trabajando la tierra, se mudaron a Ekaterinoslav, Ucrania.
Después de que la Rada Central Ucraniana declarara la independencia en 1917, Maksakovsky se unió a la resistencia clandestina. Se unió al Partido Bolchevique en 1918 y se ofreció como voluntario en el Ejército Rojo cuando llegó a Ekaterinoslav en 1919. Fue capturado por el Ejército Blanco de Anton Denikin y condenado a muerte, pero logró escapar.
De 1920 a 1924, Maksakovsky trabajó como instructor en una escuela del partido bolchevique en Sverdlovsk, Ucrania y brevemente en el Instituto Plejánov antes de ser invitado a unirse al Instituto de Profesores Rojos en 1925. Durante este período, sufrió ataques recurrentes de enfermedad, que finalmente lo llevaron a la muerte a la edad de 28 años en 1928.
Su única obra conocida, aparte de un artículo publicado en la revista Bolchevique en 1928, es El ciclo capitalista: un ensayo sobre la teoría del ciclo marxista, que fue publicado póstumamente en 1929 en 3.100 ejemplares por la Academia Comunista. Una traducción al inglés y una introducción de Richard B. Day de la Universidad de Toronto Mississauga se publicaron en Historical Materialism Volumen 10, Número 3 en 2002. Posteriormente, la traducción fue reeditada en tapa dura por Brill Academic Publishers en 2004 y en edición de bolsillo en 2009 por Haymarket Books. En 2014 se publicó una traducción al sueco del ensayo en la revista Fronesis.